# ملیسا کلیر ایگن
ملیسا کلیر ایگن (انگلیسی: Melissa Claire Egan؛ زادهٔ ۲۸ سپتامبر ۱۹۸۱) یک هنرپیشه اهل ایالات متحده آمریکا است. وی از سال ۱۹۹۵ میلادی تاکنون مشغول فعالیت بوده‌است.

## زندگی شخصی
ایگن از ماری و دنیس ایگت متولد شد او فرزند وسط خانوادست ایگن دو برادر دارد. در فوریه۲۰۱۳ بود که او با مت کاتروسار نامزد شد این زوج در ۲۶ ژوئیه ۲۰۱۴ در شهر ینتا باربارا، کالیفرنیا با هم ازدواج کردند. ایگن با مدرک لیسانس از دانشگاه کارولینای‌شمالی در چپل هیل فارغ‌التحصیل شد.